# Wietstock
Wietstock is een ortsteil van de gemeente Altwigshagen in de Duitse deelstaat Mecklenburg-Voor-Pommeren. De plaats ligt even ten zuidoosten van de Bundesstraße 109. Anklam ligt ongeveer 20 kilometer noordwestelijk en Ueckermünde circa 16 km oostelijk van Wietstock. Tot en met 31 december 2010 was Wietstock een zelfstandige gemeente met het ortsteil Charlottenhorst in het Amt Anklam-Land.